# Stertinius splendens
Stertinius splendens är en spindelart som beskrevs av Simon 1902. Stertinius splendens ingår i släktet Stertinius och familjen hoppspindlar. Inga underarter finns listade i Catalogue of Life.